# Страмаччони, Андреа
Андре́а Страмаччо́ни (итал. Andrea Stramaccioni; род. 9 января 1976, Рим) — итальянский футбольный тренер.

## Карьера

### Футбольная карьера
Футбольная карьера сложилась неудачно. Страмаччони выступал в серии С1 за футбольный клуб «Болонья», которым руководил Ренцо Уливьери. Но, получив тяжёлую травму колена, оставил надежду вернуться на поле и в 19 лет закончил карьеру игрока.

### Молодёжные команды
В 2001 году Страмаччони взялся за тренерское ремесло. Успехи «АЗ-Спорт», клуба из пригорода Рима, в первенстве провинции не остались незамеченными: Страмаччони был приглашён в «Ромулеа» — молодёжный клуб, принадлежащий «Лацио». В 2003 году стал тренером «Примаверы Кротоне» (тренером основной команды «Кротоне» был Джан Пьеро Гасперини). В 2005 году попал в поле зрения «Ромы», с которой и подписал контракт в этом же году. Юношескую команду «Ромы» Андреа тренировал в течение шести лет, в 2011 году стал чемпионом.
Летом 2011 года Страмаччони получил сразу два предложения — от «Интера» и от Арриго Сакки, звавшего на место тренера молодёжной сборной до 17 лет. Андреа решил, что клубная практика ценнее, и переехал на север. Исповедует атакующий футбол, не зациклен на одной определённой схеме, строит с игроками близкие доверительные отношения, за короткий промежуток времени способен навести порядок и наладить игру. В свой первый и единственный сезон он отличился двумя выигранными дерби против «Милана» и победой в «детской» Лиге чемпионов NextGen Series, 25 марта 2012 года, сделав из молодёжной команды, практически полностью обновлённой летом, лучшую команду Европы. В финале этого турнира молодёжная команда «Интера» переиграла «Аякс».

### «Интернационале»
26 марта 2012 года руководство «Интера» поздним вечером объявило об отставке Клаудио Раньери и назначении на пост главного тренера Андреа Страмаччони. В итоге «Интер» под руководством Страмаччони занял шестое место в Серии A 2011/12
Будучи тренером «Интера», выиграл ежегодный футбольный турнир в Италии — Trofeo TIM 22 июля 2012.
29 мая 2012 года президент «Интера» Массимо Моратти объявил о продлении контракта со Страмаччони до конца июня 2015 года. Под его руководством «Интер» в Серии «А» занял рекордно низкое для себя 9-е место. В Кубке Италии «Интер» дошёл до полуфинала уступив «Роме» по сумме двух матчей (1:2, 2:3). В Лиге Европы команда под руководством Страмаччони дошла до 1/8 финала, уступив «Тоттенхэму» в двухматчевом противостоянии (0:3, 4:1) в дополнительное время за счёт гола на выезде. 24 мая 2013 президент миланского клуба Моратти, не простивший 37-летнему тренеру провальный сезон, расторг с ним контракт.

### «Удинезе»
4 июня 2014 года назначен главным тренером «Удинезе». Контракт был подписан до 30 июня 2015 года. Под руководством Страмаччони «Удинезе» занял 16 место в Серии A, в Кубке Италии дошёл до 1/8 финала уступив «Наполи» в серии послематчевых пенальти. 1 июня 2015 года клуб принял решение не продлевать контракт со специалистом.

### «Спарта» (Прага)
В конце мая 2017 года Страмаччони подписал двухлетний контракт с пражской «Спартой». Под руководством Страмаччони «Спарта» уступила в 3-м квалификационном раунде Лиги Европы сербской «Црвене Звезде» по результатам двух матчей (2:0, 1:0). 6 марта 2018 года был уволен в связи с неудовлетворительными результатами.

## Тренерская статистика
| Команда        | Страна      | Начало работы | Завершение работы | Показатели | Показатели | Показатели | Показатели | Показатели | Показатели | Показатели | Показатели |
| Команда        | Страна      | Начало работы | Завершение работы | М          | В          | Н          | П          | % побед    | МЗ         | МП         | РМ         |
| -------------- | ----------- | ------------- | ----------------- | ---------- | ---------- | ---------- | ---------- | ---------- | ---------- | ---------- | ---------- |
| Интернационале | Флаг Италии | 26 марта 2012 | 25 мая 2013       | 64         | 30         | 11         | 23         | 46.87      | 111        | 95         | +16        |
| Удинезе        | Флаг Италии | 4 июня 2014   | 1 июня 2015       | 25         | 8          | 7          | 10         | 32.00      | 29         | 34         | -5         |

Данные откорректированы по состоянию на 20 мая 2013 года